# Albert Gregory Meyer
Albert Gregory Meyer (Milwaukee, 9 marzo 1903 – Chicago, 9 aprile 1965) è stato un cardinale e arcivescovo cattolico statunitense.

## Biografia
Nacque a Milwaukee il 9 marzo 1903.
Ordinato sacerdote dal cardinale Basilio Pompilj l'11 luglio 1926, ottenne un dottorato in Sacra Scrittura nel 1930 presso il Pontificio Istituto Biblico. Rientrato negli Stati Uniti, svolse la sua attività pastorale a Waukesha per un anno, poi cominciò a insegnare religione, greco, latino, archeologia cristiana, teologia dogmatica e Sacra Scrittura presso il Seminario di San Francesco, di cui divenne rettore nel 1937.
Fu elevato al rango di monsignore il 14 febbraio 1938.
Papa Giovanni XXIII lo elevò al rango di cardinale nel concistoro del 14 dicembre 1959.
Morì il 9 aprile 1965 all'età di 62 anni.

## Genealogia episcopale e successione apostolica
La genealogia episcopale è:
- Cardinale Scipione Rebiba
- Cardinale Giulio Antonio Santori
- Cardinale Girolamo Bernerio, O.P.
- Arcivescovo Galeazzo Sanvitale
- Cardinale Ludovico Ludovisi
- Cardinale Luigi Caetani
- Cardinale Ulderico Carpegna
- Cardinale Paluzzo Paluzzi Altieri degli Albertoni
- Papa Benedetto XIII
- Papa Benedetto XIV
- Papa Clemente XIII
- Cardinale Marcantonio Colonna
- Cardinale Giacinto Sigismondo Gerdil, B.
- Cardinale Giulio Maria della Somaglia
- Cardinale Carlo Odescalchi, S.I.
- Cardinale Costantino Patrizi Naro
- Cardinale Lucido Maria Parocchi
- Papa Pio X
- Cardinale Gaetano De Lai
- Cardinale Raffaele Carlo Rossi, O.C.D.
- Arcivescovo Moses Elias Kiley
- Cardinale Albert Gregory Meyer

La successione apostolica è:
- Vescovo Joseph John Annabring (1954)
- Vescovo Ernest John Primeau (1960)
- Vescovo Cletus Francis O'Donnell (1960)
- Vescovo Aloysius John Wycislo (1960)